# Mapangu
Mapangu est une localité située dans le territoire d'Ilebo, province du Kasaï-Occidental en République démocratique du Congo (ex-Zaïre).

## Histoire
Dénommée Brabanta jusqu'en 1974, elle changea de nom sous la politique de zaïrianisation pendant le règne du president Mobutu.

## Économie
Plantations de palmiers à huile de la société Socfin-Brabanta. Plantation récente en pleine activité (6200 ha). Aéroport à 5 km de Mapangu.